# Canadair CL-415
Dimensions
Le Canadair CL-415, également désigné sous le nom de Bombardier 415 par son constructeur, est un avion bombardier d'eau amphibie spécialisé dans la lutte contre les feux de forêts. Il peut également remplir diverses autres missions, telles que la recherche, le sauvetage et le transport de personnes ou de marchandises.
Fabriqué par Bombardier Aéronautique, successeur de la société Canadair acquise en 1986, le Canadair CL-415 a été construit de 1993 à 2015 pour remplacer le Canadair CL-215 dont il est une évolution.
En juin 2016, Bombardier Aéronautique a revendu l'ensemble des actifs de sa branche hydravions amphibies à la société Viking Air qui assure désormais le service après-vente de l'avion. En février 2022, Longview Aviation Capital, maison mère de Viking Air, regroupe plusieurs de ses entreprises, dont Viking Air, sous le nom de De Havilland Aircraft of Canada Limited.
En 2018, Viking Air annonce son intention de lancer une version modernisée de l'appareil, nommée CL-515, si un seuil de commande de 25 unités est atteint. En avril 2022, De Havilland Canada, successeur de Viking Air, annonce le lancement officiel de la production du DHC-515 (nouveau nom du CL-515) à la suite de la signature d'intention d'achat de l'Union européenne de 22 avions, en plus des 6 déjà commandés en 2019 par l'Indonésie.

## Description
Le CL-415 est le successeur du CL-215. Initialement dérivé en tant que CL-215T, un CL-215 remotorisé et muni d'additions aérodynamiques, il fut par la suite développé en tant que CL-415, à partir cette fois de cellules neuves, bénéficiant d'une structure renforcée augmentant la masse maximale, et d'un système de bombardement à quatre portes au lieu des deux originelles.
Par rapport au CL-215, il est équipé de turbopropulseurs Pratt & Whitney Canada PW123AF (au lieu des moteurs à pistons Pratt & Whitney R-2800-83AM), ce qui lui offre une capacité d'emport plus importante (6 137 litres d'eau). Autre innovation, on peut mélanger en vol des produits retardants à l'eau embarquée.
Comme son aîné, il fait le plein d'eau directement en vol en passant en rase-motte au-dessus d'un lac, d'une rivière, ou même de la mer, en déployant des écopes sous le fuselage. Le plan d'eau doit avoir une profondeur minimale de 1,40 mètre et le survol en remplissage s'effectue sur une longueur d'environ 450 mètres à une vitesse sur l'eau variable entre 140 et 160 km/h (entre 75 et 85 nœuds approximativement). Cette opération d'écopage est assez délicate et nécessite une formation spéciale des pilotes. Les écopes sont de petites ouvertures de 10 × 12 cm placées sous le fuselage. Il faut de 9 à 12 secondes d'écopage pour remplir les deux réservoirs de 3 000 litres chacun.
Le vol inaugural date de décembre 1993 et les premières livraisons de novembre 1994. Il est robuste et particulièrement fiable, car il est utilisé dans un environnement très difficile où il doit résister à la corrosion saline, aux manœuvres à basse altitude et à des conditions atmosphériques changeantes.
Il existe des variantes militaires pour la recherche et sauvetage, le transport et la surveillance des côtes appelés CL-415MP (pour « Multi Purpose », « polyvalence » en anglais). Ils peuvent être équipés de radars de surveillance, de détecteurs infrarouges frontaux, de radars à antenne latérale, de systèmes de navigation avancés et de puissants équipements de communication. Ils sont adaptés aux missions amphibies longue portée, avec la possibilité d'amerrir pour un sauvetage, d'arrestation de contrevenants ou de repérage de nappes d'huile.
Les Canadairs CL-415 sont aussi surnommés « Pélican » en France et « Super scoopers » aux États-Unis,.
Bombardier a annoncé la fin de la production de l'avion en octobre 2015. Le modèle, assemblé sur le site de North Bay, en Ontario, a été produit à 95 exemplaires.

## Variantes
CL-415Modèle original, construit à 86 exemplaires.
CL-415MP (Multi Purpose)Modèle pour les patrouilles maritimes ou les opérations de recherche et sauvetage. Trois exemplaires ont été produits, deux pour la Malaisie et un pour la Grèce
CL-415GRModèle développé spécifiquement pour la Grèce, avec une masse au décollage plus élevée et une capacité d'emport accrue. Six exemplaires ont été produits.
Note à propos du CL-415EAFLe modèle CL-415EAF est une modernisation d'anciens Canadair CL-215. Il n'est donc pas repris dans cet article puisqu'il s'agit d'une base de Canadair CL-215.

## Utilisateurs
Le Canadair CL-415 a été produit à 95 exemplaires entre 1993 et 2015. Le tableau ci-dessous reprend la liste des différents utilisateurs, les Canadair CL-215 modernisés en CL-415 (notamment la version CL-415EAF) n'étant pas comptabilisés.
| Pays                             | Livraison | En service | Propriétaire / Exploitant                                                                                    | Commentaires                                          |
| -------------------------------- | --------- | ---------- | --- | ----------------------------------------------------- |
| Canada (Manitoba)                | 4         | 4          | Exploité par la société Air Spray (en) pour le compte du gouvernement du Manitoba                            |                                                       |
| Canada (Ontario)                 | 9         | 9          | Ministère des Richesses naturelles de l'Ontario                                                              |                                                       |
| Canada (Québec)                  | 8         | 8          | Service aérien gouvernemental                                                                                |                                                       |
| Canada (Terre-Neuve-et-Labrador) | 6         | 5          | Gouvernement de Terre-Neuve-et-Labrador                                                                      | 1 avion perdu                                         |
| Croatie                          | 6         | 6          | Aviation militaire et la défense aérienne                                                                    |                                                       |
| Espagne                          | 4         | 4          | Armée de l'air                                                                                               |                                                       |
| États-Unis                       | 4         | 4          | Détenu et exploité par la société Aeroflite                                                                  |                                                       |
| France                           | 15        | 12         | Sécurité civile                                                                                              | 3 avions perdus                                       |
| Grèce                            | 10        | 7          | Force aérienne                                                                                               | 6 Version CL-415GR 1 Version CL-415MP 3 avions perdus |
| Italie                           | 22        | 18         | Exploité par la Società Ricerche Esperienze Meteorologiche (sv) pour le Corpo nazionale dei vigili del fuoco | 4 avions perdus                                       |
| Malaisie                         | 2         | 2          | Agence malaisienne d'application des lois maritimes                                                          | Version CL-415MP                                      |
| Maroc,                           | 5         | 5          | Forces royales air                                                                                           |                                                       |
| Total                            | 95        | 84         | |                                                       |

## Accidents rapportés
Sur les 95 avions construits, onze appareils ont été rendus inutilisables à la suite d'accidents.
| Date             | Pays   | Numéro de série | Immatriculation | Circonstances |
| ---------------- | ------ | --------------- | --------------- | --- |
| 17 novembre 1997 | France | 2025            | F-ZBFQ          | Lors d'un exercice d'entrainement dans la baie de La Ciotat (France), l'équipage simule une panne moteur puis effectue un amerrissage d'urgence. L'équipage augmente la puissance du moteur pour tenter de décoller mais l'avion se renverse. Le pilote est tué et le copilote est grièvement blessé. L'enquête révèlera que les trappes de largage de l'eau étaient ouvertes lors de l'amerrissage, provoquant de fortes vibrations et la perte de contrôle de l'avion lors de son décollage.                                                                        |
| 16 août 2003     | Italie | 2008            | I-DPCN          | Lors de son approche pour larguer son chargement d'eau sur un incendie près d'Esine (Italie), l'avion s'écrase contre des arbres après avoir été pris par des turbulences. Le pilote et le copilote sont blessés, dont un grièvement. L'enquête conclura à une erreur de pilotage. |
| 8 mars 2004      | France | 2018            | F-ZBEZ          | Lors d'un exercice d'écopage sur le Lac de Sainte-Croix (France) par un vent de travers, un flotteur d'aile se détache en heurtant l'eau. L'avion plonge dans le lac, les débris du flotteur ayant possiblement bloqué la gouverne de profondeur. Le pilote instructeur et un copilote en formation sont tués, le second copilote en formation est grièvement blessé. |
| 18 mars 2005     | Italie | 2051            | I-DPCK          | L'avion a heurté une ligne électrique après avoir largué son chargement d'eau sur un incendie en Toscane (Italie). Le flotteur droit s'est séparé de l'aile et un incendie s'est déclaré sur l'aile endommagée. Les pilotes ont perdu le contrôle de l'avion qui s'est écrasé dans un quartier résidentiel sur une maison inoccupée. Le pilote et le copilote ont été tués. L'enquête conclura à une erreur de pilotage. |
| 1er août 2005    | France | 2011            | F-ZBEO          | Après avoir largué son chargement d'eau sur un incendie près de Calvi en Corse, le fuselage s'est brisé en deux au niveau de l'empennage, provoquant le crash de l'avion. Le pilote et le copilote ont été tués. Les causes de la rupture du fuselage n'ont pas pu être clairement identifiées, l'enquête n'ayant pas révélé de dommages sur la structure de l'avion ni de dépassement des contraintes admissibles. Les phénomènes aérologiques provoqués par l’incendie (turbulences, convection d'air, etc.) sont une cause probable de l'accident selon l'enquête. |
| 26 avril 2006    | Grèce  | 2039            | 2039            | L'avion s'est immobilisé en mer à la suite d'une avarie. L'appareil s'est renversé et a coulé lors de son remorquage. Il sera renfloué et déclaré irréparable, puis stocké à la base aérienne d'Elefsis. |
| 23 juillet 2007  | Grèce  | 2055            | 2055            | L'avion s'est écrasé lors de la lutte contre un incendie dans la région de Diliso, sur l'île d'Eubée. Le pilote et le copilote ont été tués. |
| 23 juillet 2007  | Italie | 2045            | I-DPCX          | L'avion a heurté le sommet d'une colline lors de la lutte contre un incendie dans le parc naturel régional de Sirente-Velino près d'Acciano (Italie). Le pilote a été tué et le copilote grièvement blessé. L'enquête conclura à une erreur de pilotage. |
| 3 juillet 2013   | Canada | 2076            | C-FIZU          | Après son amerrissage sur un lac pour remplir ses réservoirs d'eau, l'avion ne parvient pas à redécoller. Les manœuvres du pilote pour tenter d'augmenter la distance de décollage provoquent la rupture des flotteurs des ailes et un brusque tangage. L'avion heurte violemment l'eau et s'immobilise à la verticale. Le pilote et le copilote parviennent à s'extraire de l'avion sans être blessés. À la suite d'une erreur de pilotage, la quantité maximale d'eau à prélever a été dépassée entrainant une surcharge de l'avion.                                |
| 5 mai 2014       | Grèce  | 2050            | 2050            | Lors d'un exercice d'entrainement, l'avion s'est retourné et a coulé en tentant d'amerrir par mauvais temps à proximité de Michaniónas à 20 km au sud-ouest de Thessalonique. Le pilote et le copilote ont été blessés,. L'avion sera renfloué et déclaré irréparable, puis stocké à l'aéroport de Thessalonique-Makedonia. |
| 27 octobre 2022  | Italie | 2070            | I-DPCN          | L'avion venait de lâcher son chargement d'eau sur un feu de forêt près de Linguaglossa sur les pentes de l'Etna en Sicile lorsqu'il a heurté la pente descendante d'une montagne. L'avion s'est disloqué et s'est embrasé. Le pilote et le copilote sont morts dans l'accident. |

## Successeur
En 2018, Viking Air annonce son intention de lancer une version modernisée de l'appareil, nommée CL-515, si un seuil de commande de 25 unités est atteint. En avril 2022, De Havilland Canada, successeur de Viking Air, annonce le lancement officiel de la production du DHC-515 (nouveau nom du CL-515) à la suite de la signature d'intention d'achat de l'Union européenne de 22 avions, en plus des 6 déjà commandés en 2019 par l'Indonésie.
Elle sera produite à Calgary dans la province de l'Alberta, où sont actuellement réalisées les maintenances des Canadair CL-415. En date du mois de juillet 2022, 28 avions ont été commandés, notamment par plusieurs pays européens, pour une prévision de livraison entre 2026 et 2029.
Plusieurs successeurs se profilent aussi en Europe et deux ont été sélectionnés par la Sécurité civile en France (DGSCGC) : 
- le KE72, non amphibie, développé par Kepplair sur une base d'ATR 72 : gains sur coûts d'exploitation estimé à 40% (Canadair : 7808€ par heure de vol en transit et 18 000 € par heure de vol au combat du feu et Dash-8 : 7392€  par heure de vol[17]. Deux 1er appareils prévus pour le Modèle:2eme semestre 2027.
- Fregate-F100 : développé par la startup bordelaise Hynaero[18]. Amphibie, avec capacité d’emport de 10 tonnes et une autonomie de vol de plus de 5 heures en convoyage et 4 heures en mission feu.

En juin 2025, à l'occasion de la 55e édition du Salon international de l’aéronautique et de l’espace,  le fabricant canadien confirme le lancement grâce à vingt-deux nouvelles commandes reçues de l’Union européenne et de six États membres (France, Italie, Grèce, Espagne, Portugal et Croatie) suscitées par les risques d'incendie dus au changement climatique. Pour répondre à cette demande nouvelle évaluée à plusieurs centaines d'appareils, la société propose, pour le prix de 45 millions de dollars (39 millions d’euros), sous une apparence inchangée, un appareil dont le cockpit et l'avionique ont été renouvelés.
|                       | CL-215                                     | CL-215T                                   | CL-415                                    | DHC-515            |
| --------------------- | ------------------------------------------ | ----------------------------------------- | ----------------------------------------- | ------------------ |
| Période de production | 1969 à 1989                                | après 1987 (transfo de CL-215)            | 1993 à 2015                               | après 2026 (prév.) |
| Capacité d'emport     | 5 455 L                                    | 5 455 L                                   | 6 140 L                                   | 7 000 L            |
| Motorisation          | 2 moteurs en étoile PW R-2800 2 x 1 565 kW | 2 turbopropulseurs PW 123 AF 2 x 1 775 kW | 2 turbopropulseurs PW 123 AF 2 x 1 775 kW | NC                 |
| Commandés / livrés    | 125 / 125                                  | 125 / 125                                 | 95 / 95                                   | 20 / 0             |

## Légende urbaine

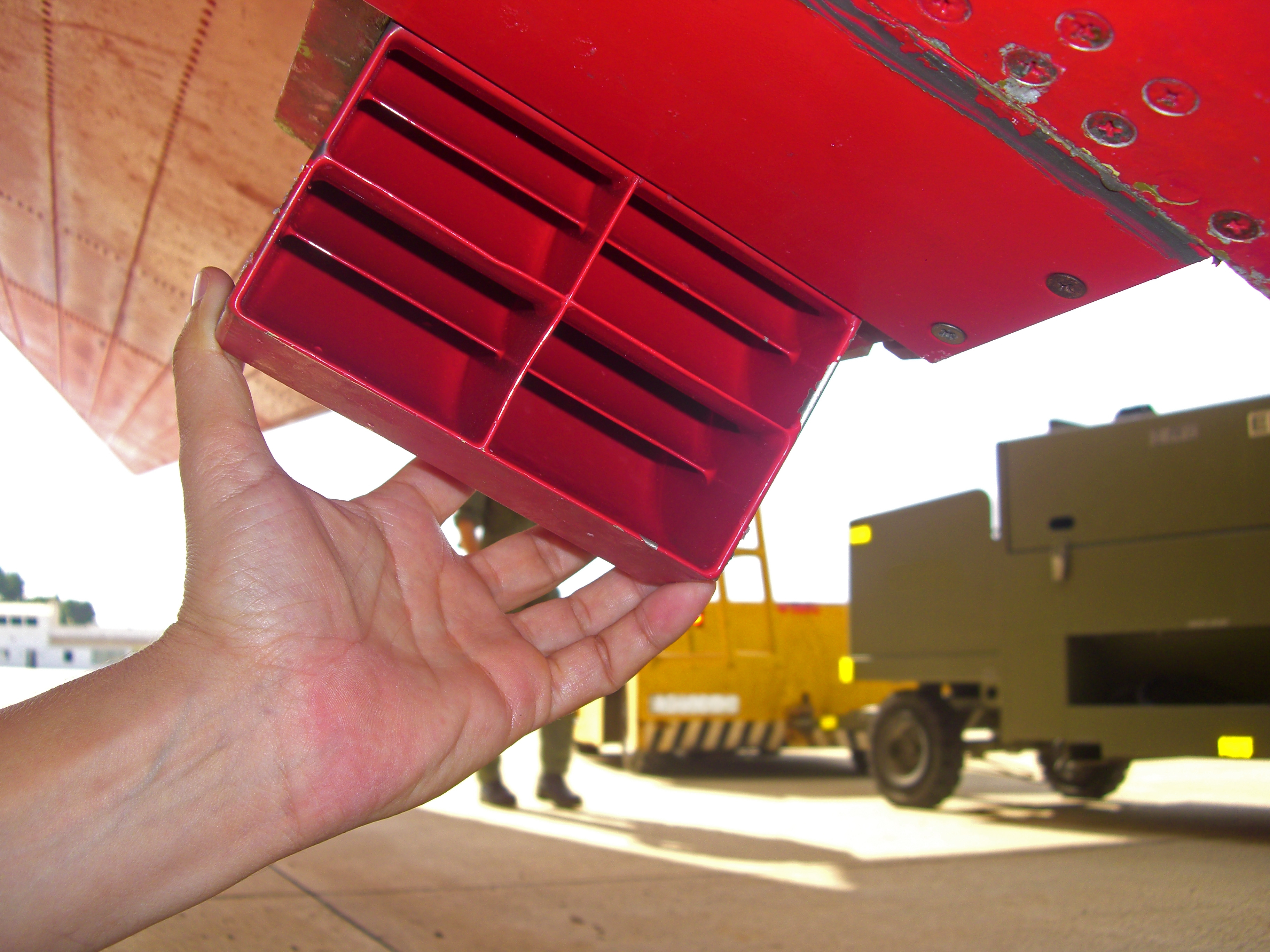
Écopes d'un CL-415

Une légende urbaine veut qu'un plongeur ait été retrouvé sur les lieux d'un incendie éteint par un bombardier d'eau. Les écopes utilisées par les Canadair sont de la taille de petites ouvertures de 10 × 12 cm, afin de ne pas freiner l'avion en phase d'écopage. De plus, les écopes présentent des grilles dont les espaces font à peine la taille d'un doigt. Un tel événement est donc impossible, mais cette légende urbaine est quand même reprise dans le film La Turbulence des fluides de Manon Briand, ainsi que dans le livre Barney's version de l'écrivain Mordecai Richler. Il existe une variante de cette légende urbaine avec les « paniers » (Bambi bucket), réservoirs d'eau accrochés sous certains hélicoptères bombardiers d'eau, qui est tout aussi fausse.
L'origine de cette rumeur viendrait de la découverte d'un plongeur avec tout son attirail mort au sommet d’une montagne après un incendie sur l'île grecque de Thassos. Histoire compilée dans l'ouvrage « Das Kaninchen, das den Jäger erschoß. Und andere bizarre Todesfälle » (Le lapin qui a tué le chasseur, et autres morts étranges) des Allemands Helmut Krausser et Marcel Hartges, où la mort est attribuée à un Canadair.

## Galerie photographique

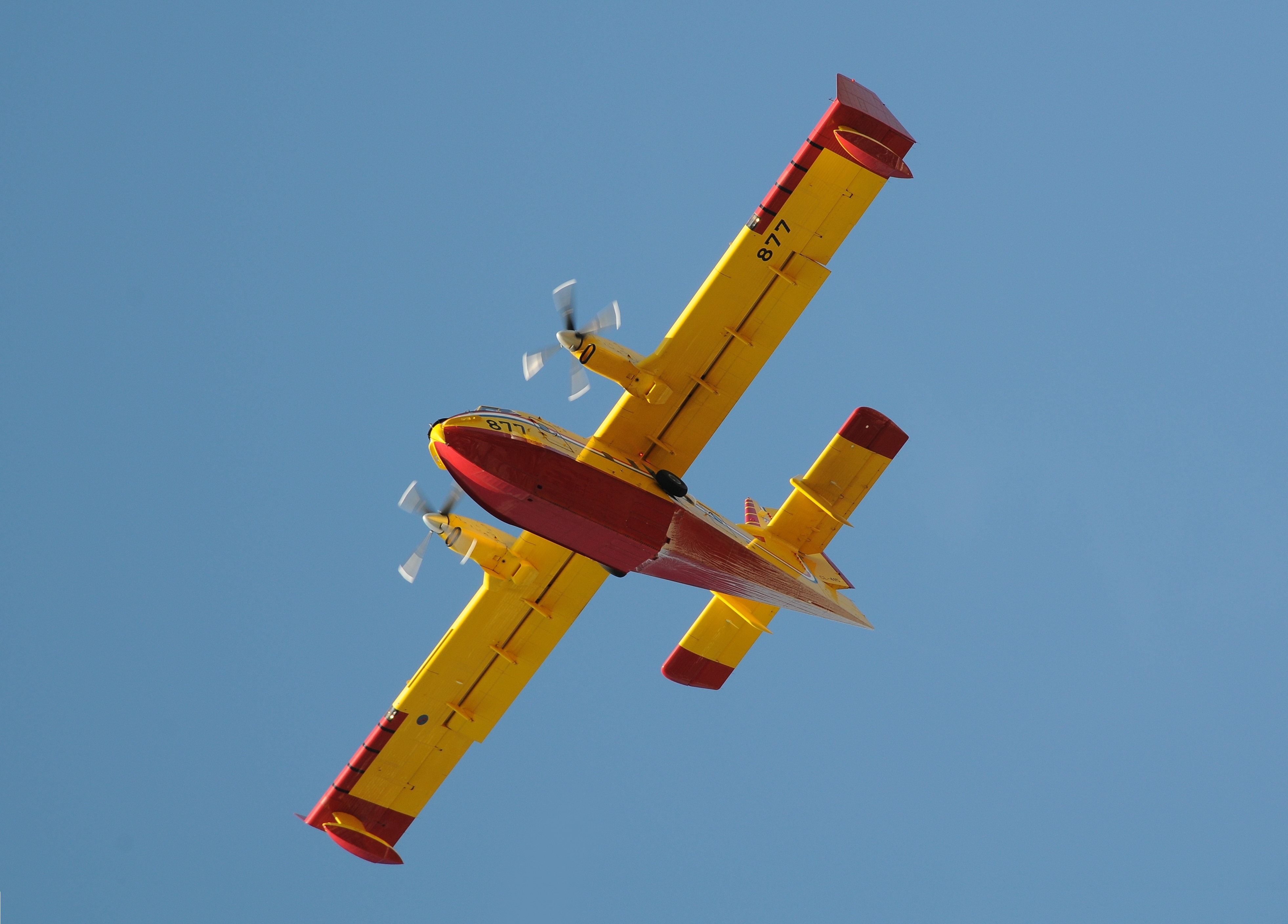
Un des Canadair CL-415 de l'unité de lutte anti-incendie croate, en vol aux environs de Zadar en août 2010.
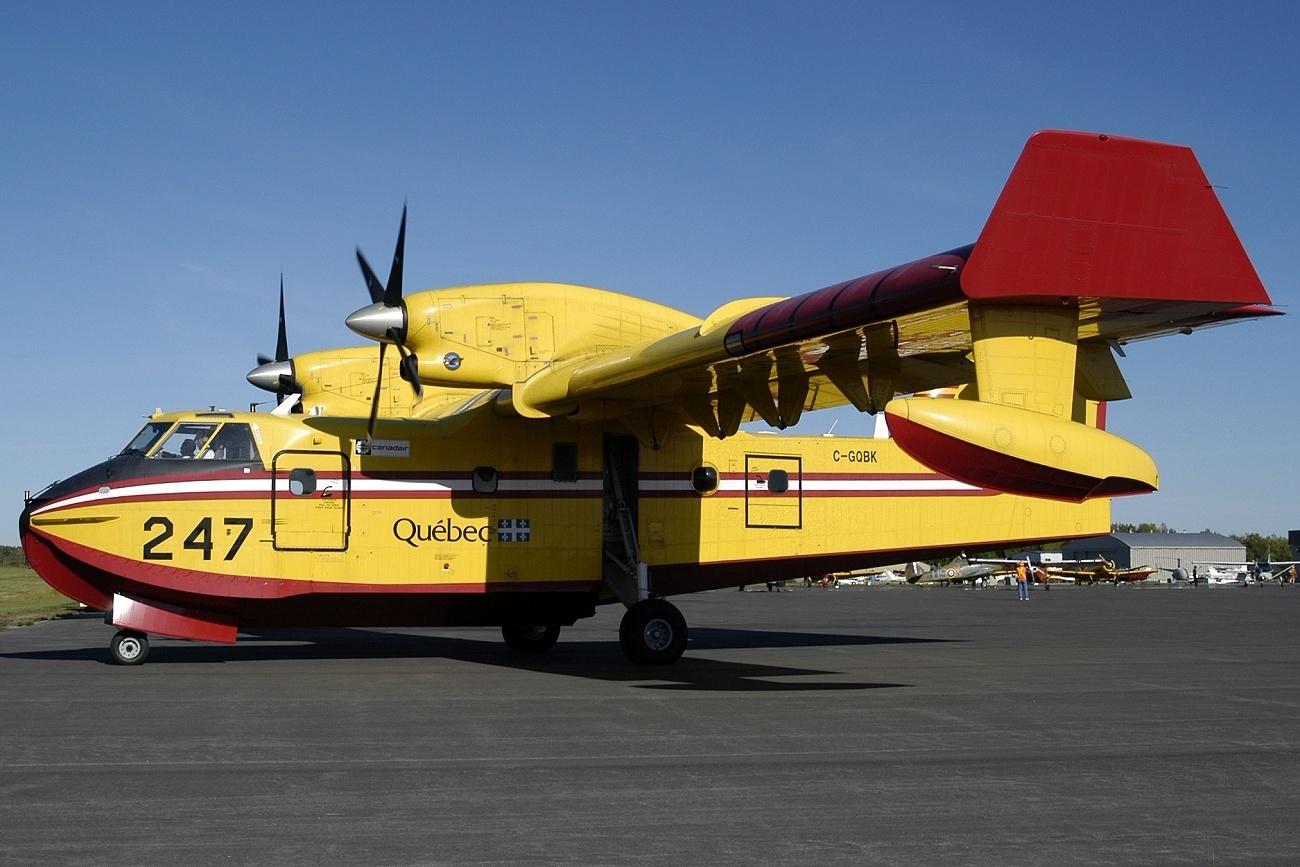
Canadair du Service aérien gouvernemental québécois à l'aéroport exécutif Gatineau-Ottawa en septembre 2009.
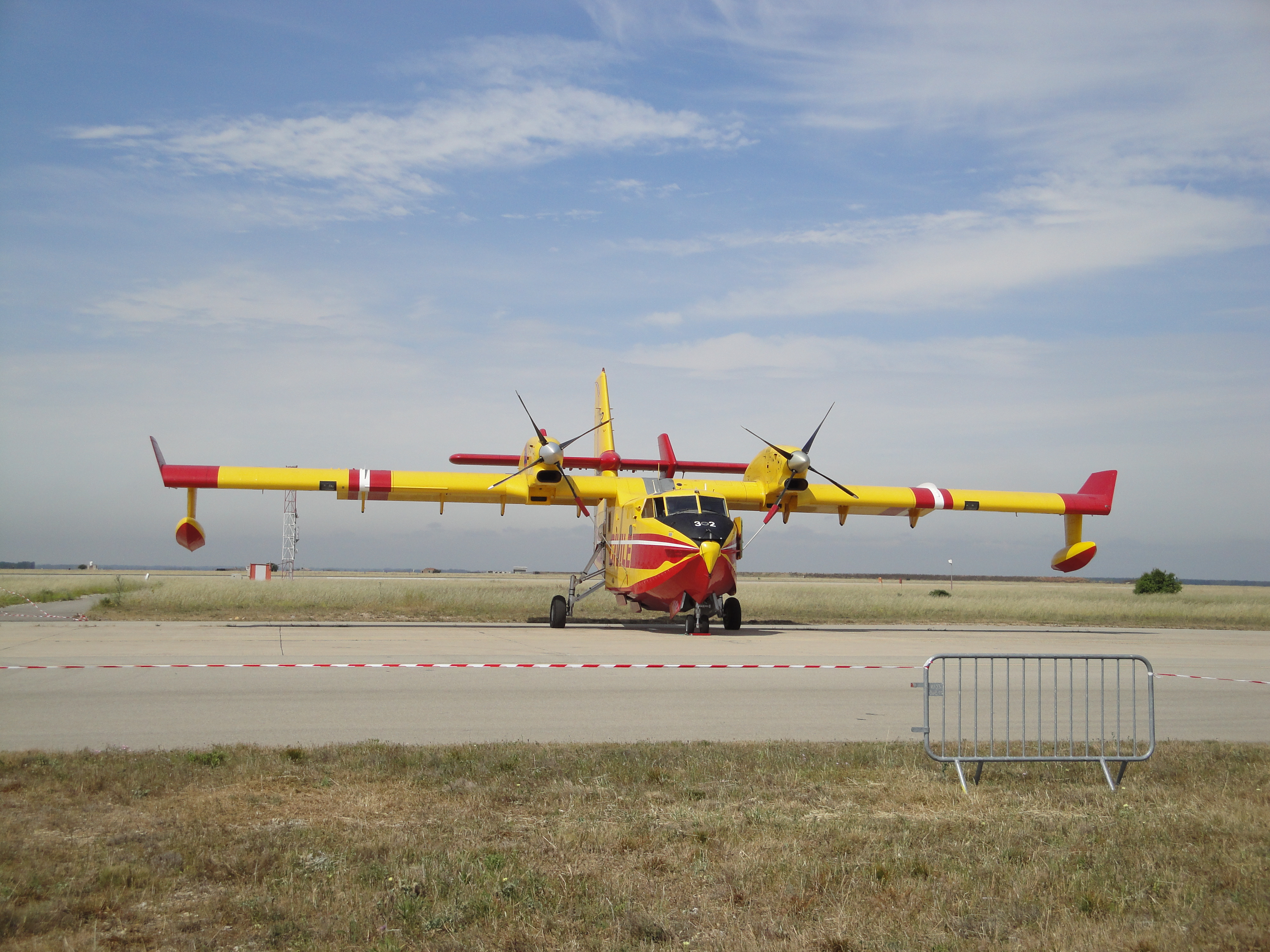
Le Pélican 32 de la Sécurité civile française exposé au meeting aérien d'Istres en juin 2010.
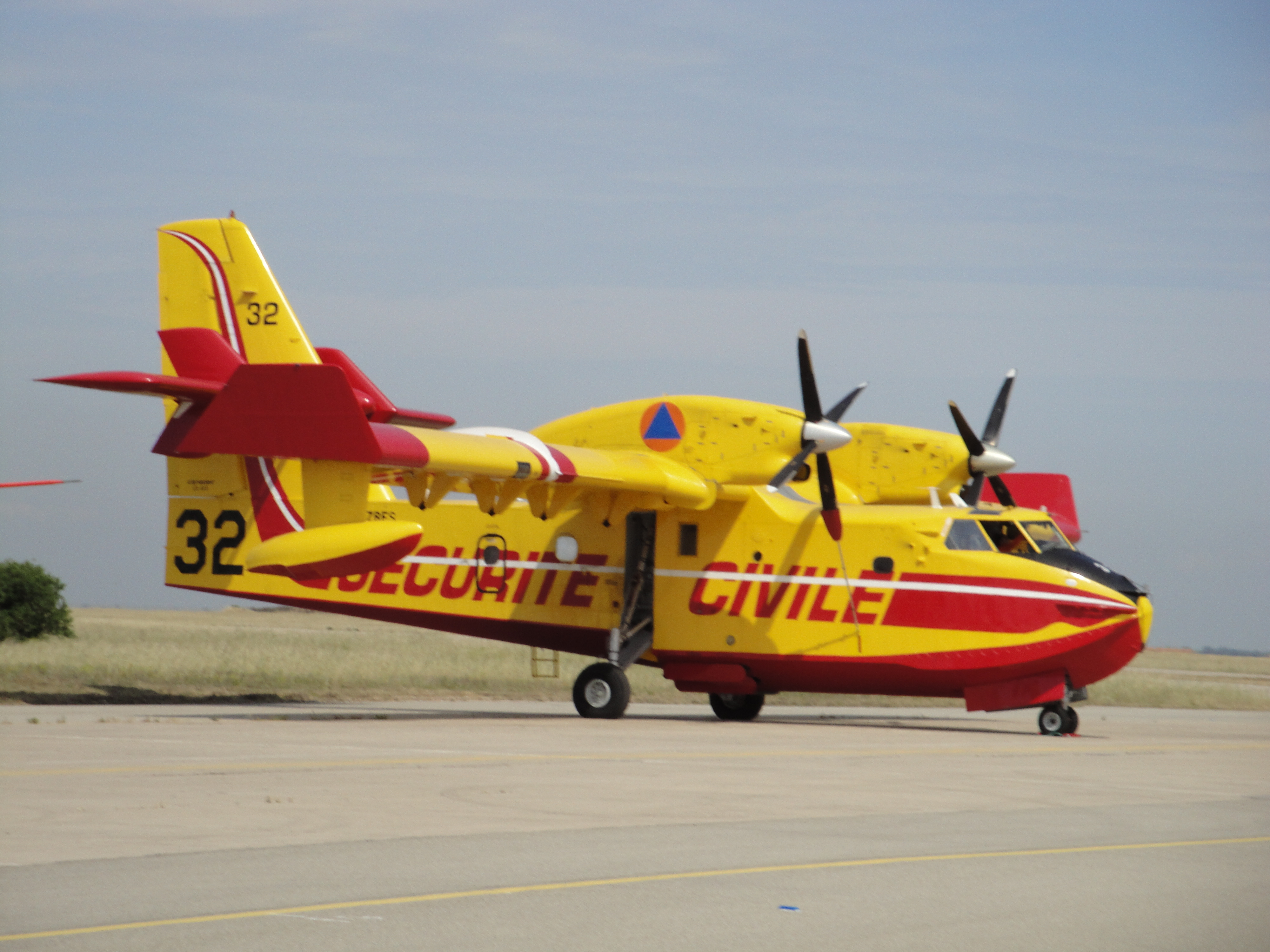
Le même Pélican 32 vu cette fois de profil.
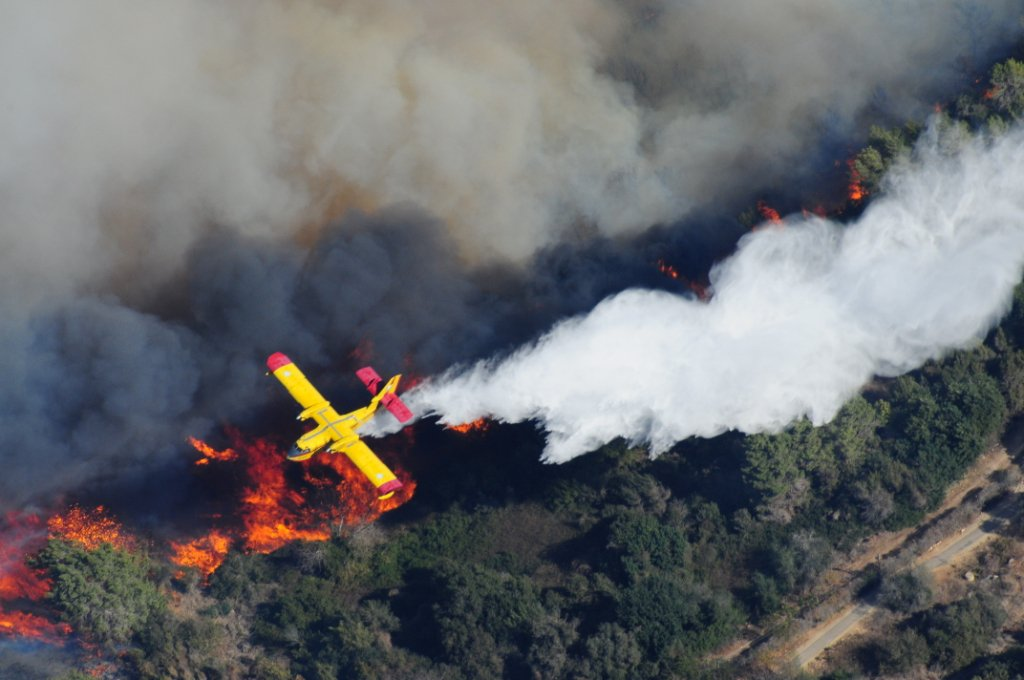
Canadair grec lors de l'incendie du Carmel de 2010 en Israel.
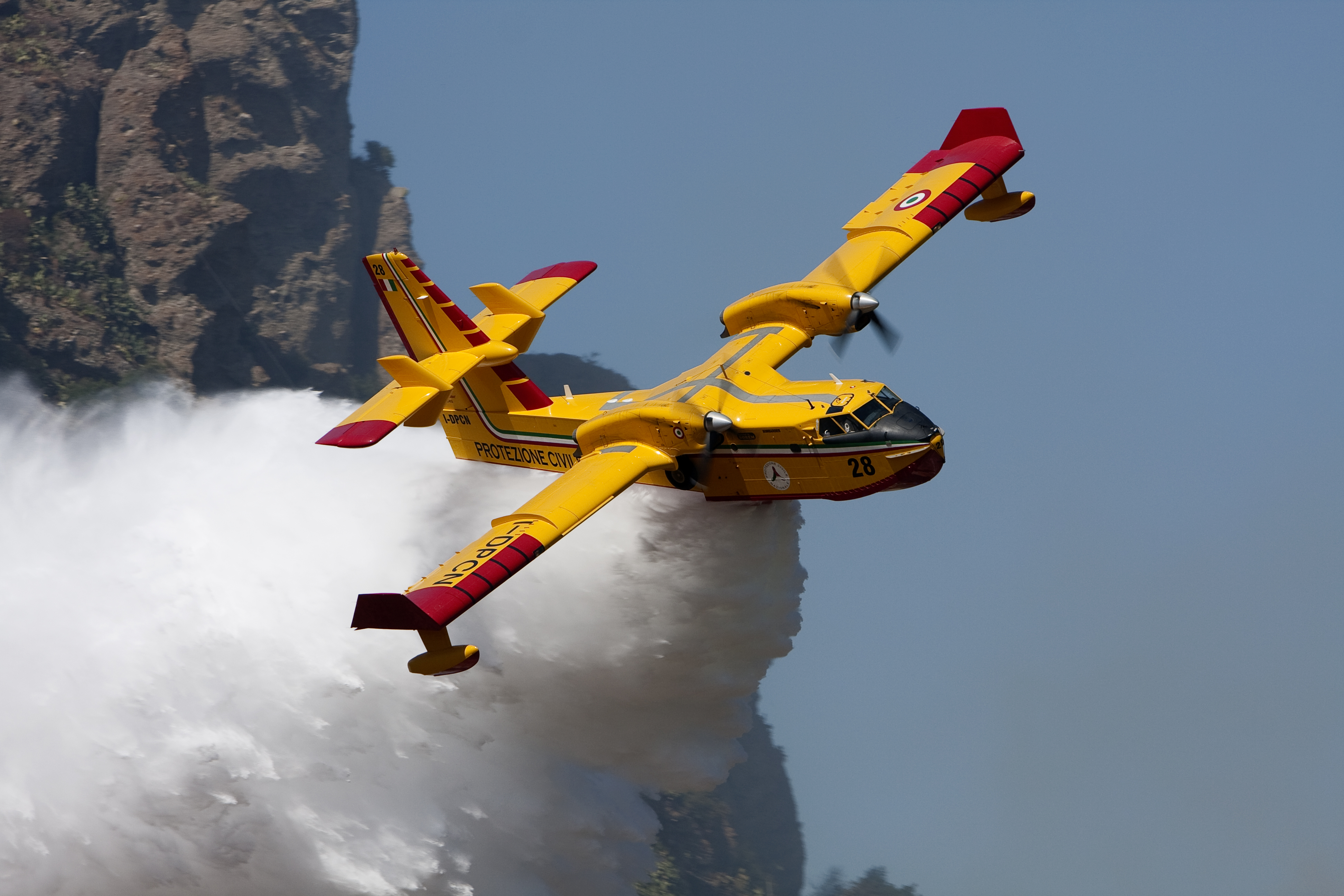
Un exemplaire italien (immatriculé I-DPCN) déversant son chargement lors d'un incendie.
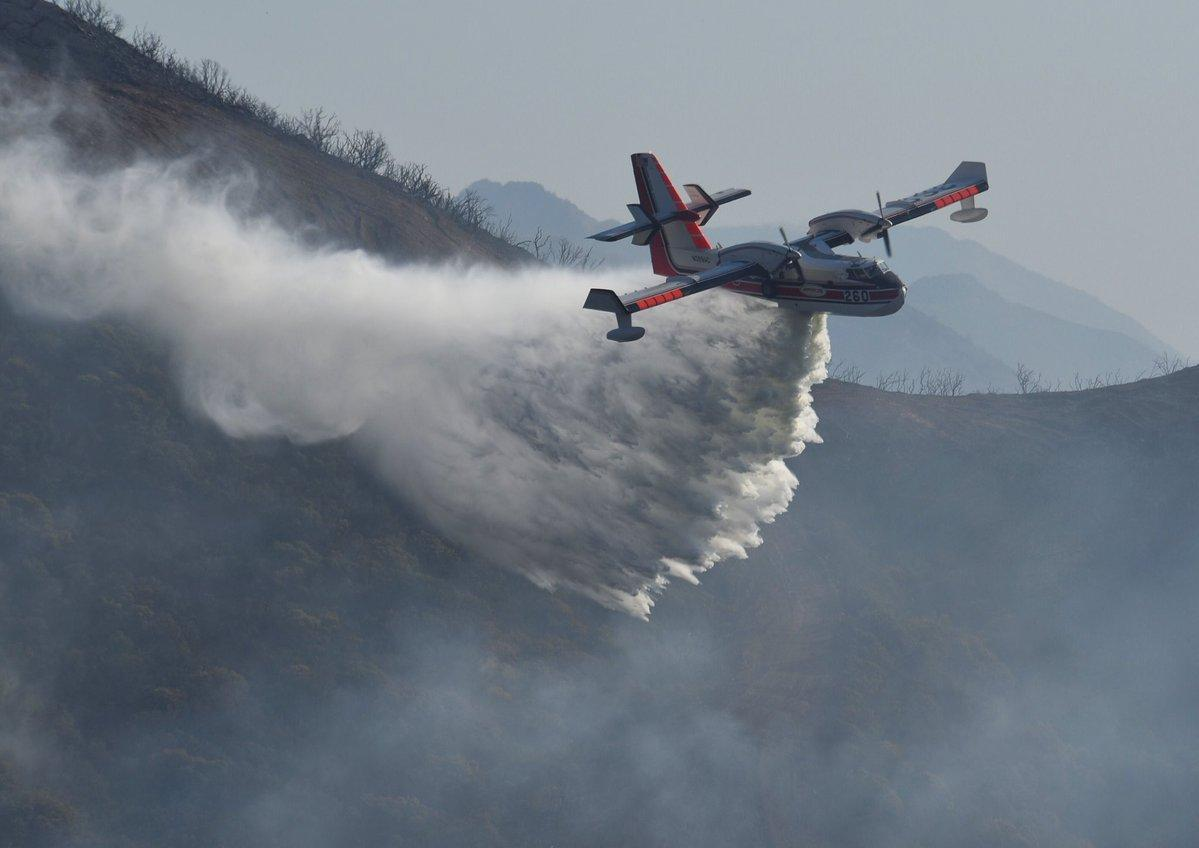
Canadair du Service des forêts des États-Unis à la forêt nationale de Los Padres en décembre 2017.
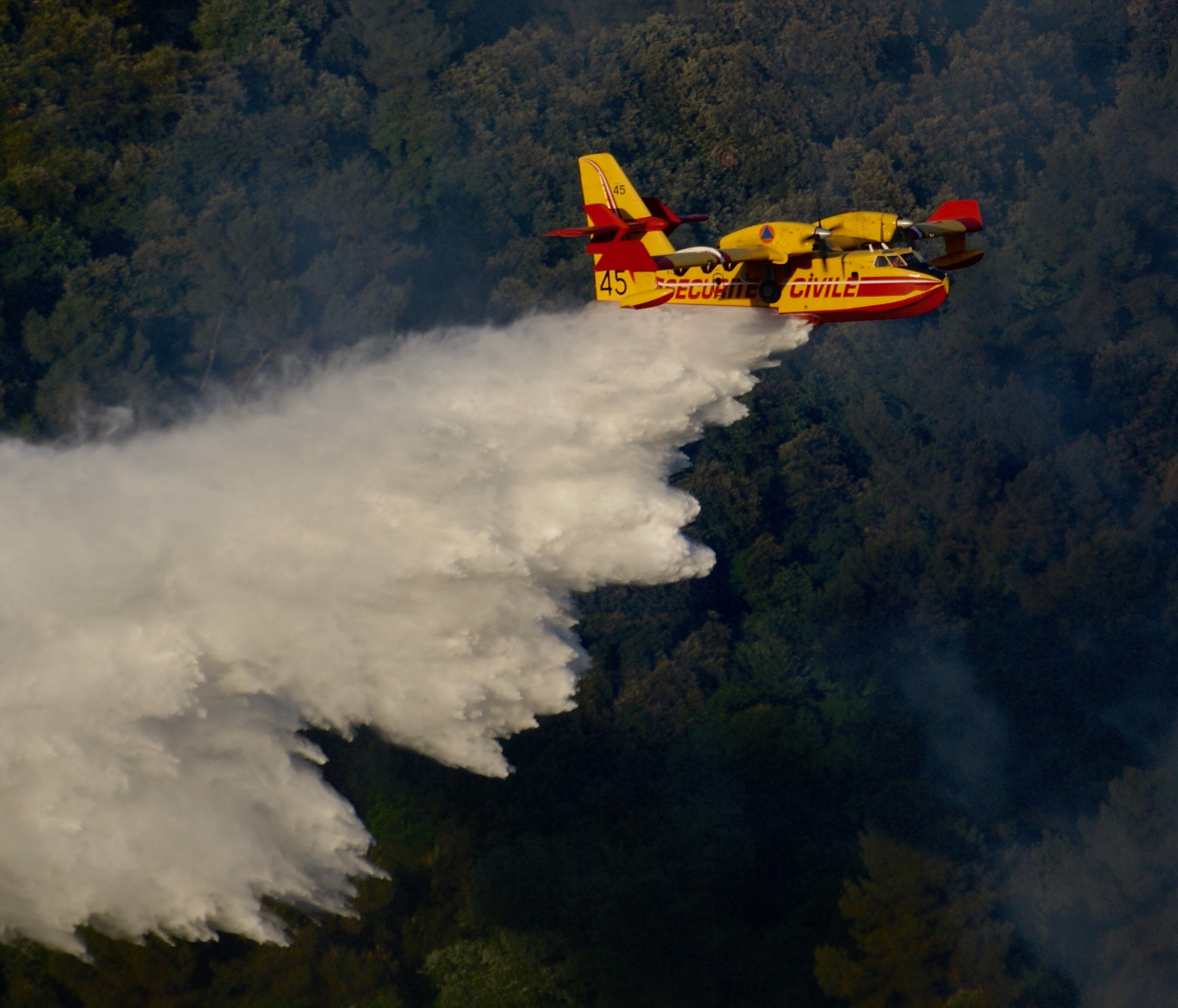
Pélican 45 de la Sécurité civile française lors d'un largage à Saint-André-de-la-Roche.
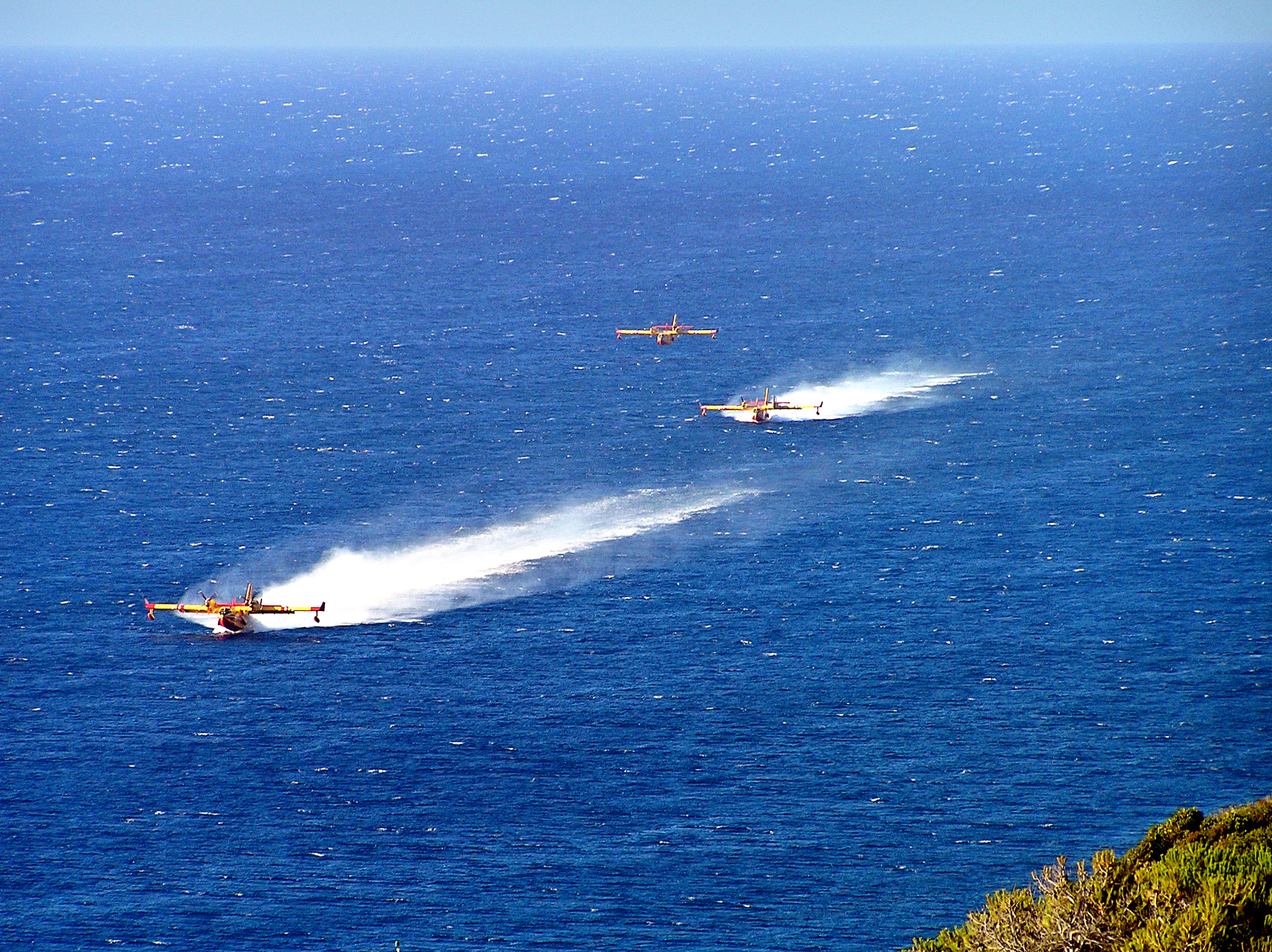
Pélicans 36, 37 et 44, le 31 juillet 2005 dans le golfe de la Revellata (Calvi).